# Christmas Cupid
Christmas Cupid es una película de televisión protagonizada por Chad Michael Murray, Christina Milian y Ashley Benson, y dirigida por Gil Junger. Se estrenó en ABC Family el 12 de diciembre de 2010, como parte de su programación de cuenta regresiva de 25 Días de Navidad. Fue filmada bajo el nombre Ex-Mas Carol.

## Trama
En tiempo de Navidad, Sloane Spencer, es perseguida por el espíritu de la actriz Caitlin Quinn, una ex cliente. Quinn (junto con otros tres fantasmas que toman formas de los novios pasados de Spencer) tratan de convencer a Spencer de cambiar sus formas poco éticas y vuelva con un exnovio de la universidad.

## Elenco
- Chad Michael Murray como Patrick.
- Christina Milian como Sloane Spencer.
- Ashley Benson como Caitlin Quinn.
- Teairra Monroe como Jada.
- Jackée Harry como Mom.
- Ashley Johnson como Jenny.
- Ryan Sypek como Jason.
- Justin Smith como Ed.

## Recepción
Fue la segunda película más clasificada en cable con unos 3.40 millones de espectadores en su estreno.